# Theridion uncatum
Theridion uncatum là một loài nhện trong họ Theridiidae.
Loài này thuộc chi Theridion. Theridion uncatum được Frederick Octavius Pickard-Cambridge miêu tả năm 1902.